# آدم‌ربایی (فیلم ۲۰۱۶)
آدم‌ربایی (به اسپانیایی: Secuestro) فیلمی است در ژانر اکشن، ماجراجویانه و جنایی محصول ۲۰۱۶ اسپانیا. فیلم را مار تارگارونا کارگردانی کرده، نویسندهٔ فیلم‌نامهٔ آن اوریول پائولو بوده و هنرپیشگانی چون بلانکا پورتیو، آنتونیو دچنت، بیسنته رومرو و خوزه کرونادو در آن به ایفای نقش پرداخته‌اند.

## داستان
پسر نیمه‌شنوای یک وکیل زن، زخمی و سرگشته در نزدیکی مدرسه‌اش پیدا می‌شود. وکیل رسانه‌ها را در جریان می‌گذارد و غوغایی به پا می‌شود. در اداره پلیس پسر مزدی به نام چارلی را به عنوان کسی که او را دزدیده شناسایی می‌کند. پلیس چارلی را که خلافکاری سابقه‌دار است دستگیر می‌کند ولی چون ادلهٔ کافی ندارد او آزاد می‌شود. چارلی ماشین وکیل را تعقیب می‌کند. وکیل به رائول (با بازی خوزه کرونادو) که پدر واقعی پسرش است مراجعه کرده و از او می‌خواهد چارلی را گوشمالی دهند. همان‌روز پسر وکل اعتراف می‌کند که همهٔ داستان را از خود درآورده و به علت آزار همکلاسی‌هایش از مدرسه فرار کرده‌است. ولی دیگر دیر شده، افرادی که برای گوشمالی چارلی رفته‌اند به وکیل می‌گویند که چارلی در درگیری کشته شده و از او درخواست باج می‌کنند. از طرفی همسر باردار چارلی هم به پلیس مراجعه می‌کند و خبر گم شدن شوهرش را می‌دهد.